# Stereophonics/Diskografie
Diese Diskografie ist eine Übersicht über die musikalischen Werke der walisischen Rockband Stereophonics. Den Schallplattenauszeichnungen zufolge hat sie bisher mehr als 16,3 Millionen Tonträger verkauft, davon alleine in ihrer Heimat über 15,6 Millionen. Ihre erfolgreichste Veröffentlichung ist das Studioalbum Just Enough Education to Perform mit über zwei Millionen verkauften Einheiten.

## Alben

### Studioalben
| Jahr | Titel                                       | Höchstplatzierung, Gesamtwochen, AuszeichnungChartplatzierungen (Jahr, Titel, Platzierungen, Wochen, Auszeichnungen, Anmerkungen) | Höchstplatzierung, Gesamtwochen, AuszeichnungChartplatzierungen (Jahr, Titel, Platzierungen, Wochen, Auszeichnungen, Anmerkungen) | Höchstplatzierung, Gesamtwochen, AuszeichnungChartplatzierungen (Jahr, Titel, Platzierungen, Wochen, Auszeichnungen, Anmerkungen) | Höchstplatzierung, Gesamtwochen, AuszeichnungChartplatzierungen (Jahr, Titel, Platzierungen, Wochen, Auszeichnungen, Anmerkungen) | Höchstplatzierung, Gesamtwochen, AuszeichnungChartplatzierungen (Jahr, Titel, Platzierungen, Wochen, Auszeichnungen, Anmerkungen) | Anmerkungen                              |
| Jahr | Titel                                       | DE | AT | CH | UK | US | Anmerkungen                              |
| ---- | ------------------------------------------- | --- | --- | --- | --- | --- | ---------------------------------------- |
| 1997 | Word Gets Around                            | — | — | — | UK6 ×3Dreifachplatin · (162 Wo.)UK                                                                                                | — | Erstveröffentlichung: 25. August 1997    |
| 1999 | Performance and Cocktails                   | DE82 (1 Wo.)DE | — | — | UK1 ×6Sechsfachplatin · (121 Wo.)UK                                                                                               | — | Erstveröffentlichung: 8. März 1999       |
| 2001 | Just Enough Education to Perform            | DE35 (4 Wo.)DE | AT33 (5 Wo.)AT | CH29 (8 Wo.)CH | UK1 ×6Sechsfachplatin · (104 Wo.)UK                                                                                               | US188 (1 Wo.)US | Erstveröffentlichung: 11. April 2001     |
| 2003 | You Gotta Go There to Come Back             | DE60 (4 Wo.)DE | — | CH39 (14 Wo.)CH | UK1 ×2Doppelplatin · (53 Wo.)UK                                                                                                   | — | Erstveröffentlichung: 2. Juni 2003       |
| 2005 | Language. Sex. Violence. Other?             | DE39 (5 Wo.)DE | AT50 (2 Wo.)AT | CH34 (5 Wo.)CH | UK1 ×2Doppelplatin · (44 Wo.)UK                                                                                                   | — | Erstveröffentlichung: 14. März 2005      |
| 2007 | Pull the Pin                                | DE100 (1 Wo.)DE | — | CH40 (2 Wo.)CH | UK1 Gold · (15 Wo.)UK | — | Erstveröffentlichung: 10. Oktober 2007   |
| 2009 | Keep Calm and Carry On                      | — | — | — | UK11 Gold · (10 Wo.)UK | — | Erstveröffentlichung: 16. November 2009  |
| 2013 | Graffiti on the Train                       | DE69 (1 Wo.)DE | AT63 (1 Wo.)AT | — | UK3 Platin · (39 Wo.)UK | — | Erstveröffentlichung: 4. März 2013       |
| 2015 | Keep the Village Alive                      | DE49 (1 Wo.)DE | AT36 (1 Wo.)AT | CH30 (2 Wo.)CH | UK1 Gold · (26 Wo.)UK | — | Erstveröffentlichung: 11. September 2015 |
| 2017 | Scream Above the Sounds                     | — | — | CH43 (1 Wo.)CH | UK2 Gold · (17 Wo.)UK | — | Erstveröffentlichung: 27. Oktober 2017   |
| 2019 | Kind                                        | — | — | CH54 (1 Wo.)CH | UK1 Gold · (15 Wo.)UK | — | Erstveröffentlichung: 25. Oktober 2019   |
| 2022 | Oochya!                                     | DE49 (1 Wo.)DE | — | CH22 (2 Wo.)CH | UK1 (6 Wo.)UK | — | Erstveröffentlichung: 4. März 2022       |
| 2025 | Make ’Em Laugh, Make ’Em Cry, Make ’Em Wait | — | — | CH40 (1 Wo.)CH | UK1 (2 Wo.)UK | — | Erstveröffentlichung: 25. April 2025     |

### Livealben
| Jahr | Titel            | Höchstplatzierung, Gesamtwochen, AuszeichnungChartplatzierungen (Jahr, Titel, Platzierungen, Wochen, Auszeichnungen, Anmerkungen) | Höchstplatzierung, Gesamtwochen, AuszeichnungChartplatzierungen (Jahr, Titel, Platzierungen, Wochen, Auszeichnungen, Anmerkungen) | Höchstplatzierung, Gesamtwochen, AuszeichnungChartplatzierungen (Jahr, Titel, Platzierungen, Wochen, Auszeichnungen, Anmerkungen) | Höchstplatzierung, Gesamtwochen, AuszeichnungChartplatzierungen (Jahr, Titel, Platzierungen, Wochen, Auszeichnungen, Anmerkungen) | Höchstplatzierung, Gesamtwochen, AuszeichnungChartplatzierungen (Jahr, Titel, Platzierungen, Wochen, Auszeichnungen, Anmerkungen) | Anmerkungen                         |
| Jahr | Titel            | DE | AT | CH | UK | US | Anmerkungen                         |
| ---- | ---------------- | --- | --- | --- | --- | --- | ----------------------------------- |
| 2006 | Live from Dakota | — | — | — | UK13 Gold · (7 Wo.)UK | — | Erstveröffentlichung: 3. April 2006 |

### Kompilationen
| Jahr | Titel                      | Höchstplatzierung, Gesamtwochen, AuszeichnungChartplatzierungen (Jahr, Titel, Platzierungen, Wochen, Auszeichnungen, Anmerkungen) | Höchstplatzierung, Gesamtwochen, AuszeichnungChartplatzierungen (Jahr, Titel, Platzierungen, Wochen, Auszeichnungen, Anmerkungen) | Höchstplatzierung, Gesamtwochen, AuszeichnungChartplatzierungen (Jahr, Titel, Platzierungen, Wochen, Auszeichnungen, Anmerkungen) | Höchstplatzierung, Gesamtwochen, AuszeichnungChartplatzierungen (Jahr, Titel, Platzierungen, Wochen, Auszeichnungen, Anmerkungen) | Höchstplatzierung, Gesamtwochen, AuszeichnungChartplatzierungen (Jahr, Titel, Platzierungen, Wochen, Auszeichnungen, Anmerkungen) | Anmerkungen                             |
| Jahr | Titel                      | DE | AT | CH | UK | US | Anmerkungen                             |
| ---- | -------------------------- | --- | --- | --- | --- | --- | --------------------------------------- |
| 2008 | Decade in the Sun: Best of | — | — | — | UK2 ×6Sechsfachplatin · (168 Wo.)UK                                                                                               | — | Erstveröffentlichung: 10. November 2008 |

### EPs
- 2005: Live from London
- 2008: Pull the Pin
- 2008: Pass the Buck
- 2015: Live from the Royal Albert Hall

## Singles

### Als Leadmusiker
| Jahr | Titel Album                                                | Höchstplatzierung, Gesamtwochen, AuszeichnungChartplatzierungen (Jahr, Titel, Album, Platzierungen, Wochen, Auszeichnungen, Anmerkungen) | Höchstplatzierung, Gesamtwochen, AuszeichnungChartplatzierungen (Jahr, Titel, Album, Platzierungen, Wochen, Auszeichnungen, Anmerkungen) | Höchstplatzierung, Gesamtwochen, AuszeichnungChartplatzierungen (Jahr, Titel, Album, Platzierungen, Wochen, Auszeichnungen, Anmerkungen) | Höchstplatzierung, Gesamtwochen, AuszeichnungChartplatzierungen (Jahr, Titel, Album, Platzierungen, Wochen, Auszeichnungen, Anmerkungen) | Höchstplatzierung, Gesamtwochen, AuszeichnungChartplatzierungen (Jahr, Titel, Album, Platzierungen, Wochen, Auszeichnungen, Anmerkungen) | Anmerkungen                              |
| Jahr | Titel Album                                                | DE | AT | CH | UK | US | Anmerkungen                              |
| ---- | ---------------------------------------------------------- | --- | --- | --- | --- | --- | ---------------------------------------- |
| 1997 | Local Boy in the Photograph Word Gets Around               | — | — | — | UK14 Gold · (8 Wo.)UK | — | Erstveröffentlichung: 17. März 1997      |
| 1997 | More Life in a Tramps Vest Word Gets Around                | — | — | — | UK33 (2 Wo.)UK | — | Erstveröffentlichung: 19. Mai 1997       |
| 1997 | A Thousand Trees Word Gets Around                          | — | — | — | UK22 Gold · (4 Wo.)UK | — | Erstveröffentlichung: 11. August 1997    |
| 1997 | Traffic Word Gets Around                                   | — | — | — | UK20 (3 Wo.)UK | — | Erstveröffentlichung: 27. Oktober 1997   |
| 1998 | The Bartender and the Thief Performance and Cocktails      | — | — | — | UK3 Gold · (14 Wo.)UK | — | Erstveröffentlichung: 9. November 1998   |
| 1999 | Just Looking Performance and Cocktails                     | — | — | — | UK4 Gold · (12 Wo.)UK | — | Erstveröffentlichung: 22. Februar 1999   |
| 1999 | Pick a Part That’s New Performance and Cocktails           | — | — | — | UK4 Silber · (13 Wo.)UK | — | Erstveröffentlichung: 3. Mai 1999        |
| 1999 | I Wouldn’t Believe Your Radio Performance and Cocktails    | — | — | — | UK11 Silber · (8 Wo.)UK | — | Erstveröffentlichung: 23. August 1999    |
| 1999 | Hurry Up and Wait Performance and Cocktails                | — | — | — | UK11 (10 Wo.)UK | — | Erstveröffentlichung: 8. November 1999   |
| 2001 | Mr. Writer Just Enough Education to Perform                | — | — | — | UK5 Gold · (16 Wo.)UK | — | Erstveröffentlichung: 19. März 2001      |
| 2001 | Have a Nice Day Just Enough Education to Perform           | — | — | — | UK5 Platin · (11 Wo.)UK | — | Erstveröffentlichung: 11. Juni 2001      |
| 2001 | Step on My Old Size Nines Just Enough Education to Perform | — | — | — | UK16 (6 Wo.)UK | — | Erstveröffentlichung: 24. September 2001 |
| 2001 | Handbags and Gladrags Just Enough Education to Perform     | — | — | — | UK4 Platin · (22 Wo.)UK | — | Erstveröffentlichung: 3. Dezember 2001   |
| 2002 | Vegas Two Times Just Enough Education to Perform           | — | — | — | UK23 (2 Wo.)UK | — | Erstveröffentlichung: 1. April 2002      |
| 2003 | Madame Helga You Gotta Go There to Come Back               | — | — | — | UK4 (13 Wo.)UK | — | Erstveröffentlichung: 19. Mai 2003       |
| 2003 | Maybe Tomorrow You Gotta Go There to Come Back             | — | — | — | UK3 Platin · (9 Wo.)UK | — | Erstveröffentlichung: 21. Juli 2003      |
| 2003 | Since I Told You It’s Over You Gotta Go There to Come Back | — | — | — | UK16 (6 Wo.)UK | — | Erstveröffentlichung: 10. November 2003  |
| 2004 | Moviestar You Gotta Go There to Come Back                  | — | — | — | UK5 (7 Wo.)UK | — | Erstveröffentlichung: 9. Februar 2004    |
| 2005 | Dakota Language. Sex. Violence. Other?                     | — | — | — | UK1 ×4Vierfachplatin · (36 Wo.)UK | — | Erstveröffentlichung: 28. Februar 2005   |
| 2005 | Superman Language. Sex. Violence. Other?                   | — | — | — | UK13 (5 Wo.)UK | — | Erstveröffentlichung: 20. Juni 2005      |
| 2005 | Devil Language. Sex. Violence. Other?                      | — | — | — | UK11 (3 Wo.)UK | — | Erstveröffentlichung: 19. September 2005 |
| 2005 | Rewind Language. Sex. Violence. Other?                     | — | — | — | UK17 (2 Wo.)UK | — | Erstveröffentlichung: 21. November 2005  |
| 2007 | It Means Nothing Pull the Pin                              | — | — | — | UK12 (8 Wo.)UK | — | Erstveröffentlichung: 24. September 2007 |
| 2007 | My Friends Pull the Pin                                    | — | — | — | UK32 (1 Wo.)UK | — | Erstveröffentlichung: 3. Dezember 2007   |
| 2009 | Innocent Keep Calm and Carry On                            | — | — | — | UK54 (2 Wo.)UK | — | Erstveröffentlichung: 9. November 2009   |
| 2013 | Indian Summer Graffiti on the Train                        | — | — | — | UK30 Silber · (10 Wo.)UK | — | Erstveröffentlichung: 18. Januar 2013    |
| 2013 | Graffiti on the Train                                      | — | — | — | UK44 (6 Wo.)UK | — | Erstveröffentlichung: 13. Mai 2013       |
| 2015 | C’est la Vie Keep the Village Alive                        | — | — | — | UK73 Gold · (1 Wo.)UK | — | Erstveröffentlichung: 12. Mai 2015       |
| 2015 | I Wanna Get Lost with You Keep the Village Alive           | — | — | — | UK78 Silber · (1 Wo.)UK | — | Erstveröffentlichung: 21. Juli 2015      |

Weitere Singles
- 1996: Looks like Chaplin
- 1999: T-shirt Sun Tan
- 2003: Lying in the Sun
- 2007: Bank Holiday Monday
- 2008: Pass the Buck
- 2008: You’re My Star
- 2010: Could You Be the One?
- 2012: In a Moment
- 2013: We Share the Same Sun
- 2015: Song for the Summer
- 2016: White Lies
- 2016: Mr and Mrs Smith
- 2017: All in One Night
- 2017: Caught by the Wind
- 2019: Chaos from the Top Down
- 2019: Fly Like an Eagle
- 2019: Bust This Town
- 2019: Don’t Let the Devil Take Another Day
- 2020: Hungover for You
- 2021: Hanging On Your Hinges
- 2021: Do Ya Feel My Love?
- 2022: Forever
- 2022: Right Place, Right Time

### Als Gastmusiker
| Jahr | Titel Album                     | Höchstplatzierung, Gesamtwochen, AuszeichnungChartplatzierungen (Jahr, Titel, Album, Platzierungen, Wochen, Auszeichnungen, Anmerkungen) | Höchstplatzierung, Gesamtwochen, AuszeichnungChartplatzierungen (Jahr, Titel, Album, Platzierungen, Wochen, Auszeichnungen, Anmerkungen) | Höchstplatzierung, Gesamtwochen, AuszeichnungChartplatzierungen (Jahr, Titel, Album, Platzierungen, Wochen, Auszeichnungen, Anmerkungen) | Höchstplatzierung, Gesamtwochen, AuszeichnungChartplatzierungen (Jahr, Titel, Album, Platzierungen, Wochen, Auszeichnungen, Anmerkungen) | Höchstplatzierung, Gesamtwochen, AuszeichnungChartplatzierungen (Jahr, Titel, Album, Platzierungen, Wochen, Auszeichnungen, Anmerkungen) | Anmerkungen                                                      |
| Jahr | Titel Album                     | DE | AT | CH | UK | US | Anmerkungen                                                      |
| ---- | ------------------------------- | --- | --- | --- | --- | --- | ---------------------------------------------------------------- |
| 2000 | Mama Told Me Not to Come Reload | DE73 (8 Wo.)DE | — | CH51 (11 Wo.)CH | UK4 Silber · (8 Wo.)UK | — | Erstveröffentlichung: 6. März 2000 Tom Jones feat. Stereophonics |

## Videoalben
- 1998: Live At Cardiff Castle (UK: Gold)
- 1999: Performance and Cocktails – Live at Morfa Stadium (UK: Platin)
- 2000: Call Us What You Want But Don’t Call Us in the Morning
- 2002: A Day At The Races (UK: Gold)
- 2003: You Gotta Go There to Come Back DVD Collection
- 2005: The Stereophonics Collection (UK: Gold)
- 2006: Language. Sex. Violence. Other?
- 2007: Rewind
- 2008: Decade in the Sun: Best of Stereophonics
- 2013: Live in Glasgow

## Statistik

### Chartauswertung
|                     | DE    | AT    | CH    | UK     | US     |
| ------------------- | ----- | ----- | ----- | ------ | ------ |
| Nummer-eins-Alben   | DE—DE | AT—AT | CH—CH | UK9UK  | US—US  |
| Top-10-Alben        | DE—DE | AT—AT | CH—CH | UK13UK | US—US  |
| Alben in den Charts | DE8DE | AT4AT | CH9CH | UK15UK | US11US |

|                       | DE    | AT    | CH    | UK     | US    |
| --------------------- | ----- | ----- | ----- | ------ | ----- |
| Nummer-eins-Singles   | DE—DE | AT—AT | CH—CH | UK1UK  | US—US |
| Top-10-Singles        | DE—DE | AT—AT | CH—CH | UK11UK | US—US |
| Singles in den Charts | DE1DE | AT—AT | CH1CH | UK30UK | US—US |

### Auszeichnungen für Musikverkäufe
| Goldene Schallplatte - Irland - 2007: für das Album Pull the Pin - Niederlande - 2002: für das Album Just Enough Education to Perform Platin-Schallplatte - Europa - 1999: für das Album Performance and Cocktails - Irland - 2005: für das Album Language.Sex.Violence.Other? | 2× Platin-Schallplatte - Europa - 2002: für das Album Just Enough Education to Perform |

Anmerkung: Auszeichnungen in Ländern aus den Charttabellen bzw. Chartboxen sind in ebendiesen zu finden.
| Land/RegionAuszeichnungen für Musikverkäufe (Land/Region, Auszeichnungen, Verkäufe, Quellen) | Silber     | Gold       | Platin       | Verkäufe    | Quellen        |
| -------------------------------------------------------------------------------------------- | ---------- | ---------- | ------------ | ----------- | -------------- |
| Europa (IFPI)                                                                                | —          | —          | 3× Platin3   | (3.000.000) | ifpi.org       |
| Irland (IRMA)                                                                                | —          | Gold1      | Platin1      | 22.500      | irishcharts.ie |
| Niederlande (NVPI)                                                                           | —          | Gold1      | —            | 40.000      | nvpi.nl        |
| Vereinigtes Königreich (BPI)                                                                 | 5× Silber5 | 15× Gold15 | 34× Platin34 | 16.125.000  | bpi.co.uk      |
| Insgesamt                                                                                    | 5× Silber5 | 17× Gold17 | 38× Platin38 |             |                |